# 安妮·舒马赫

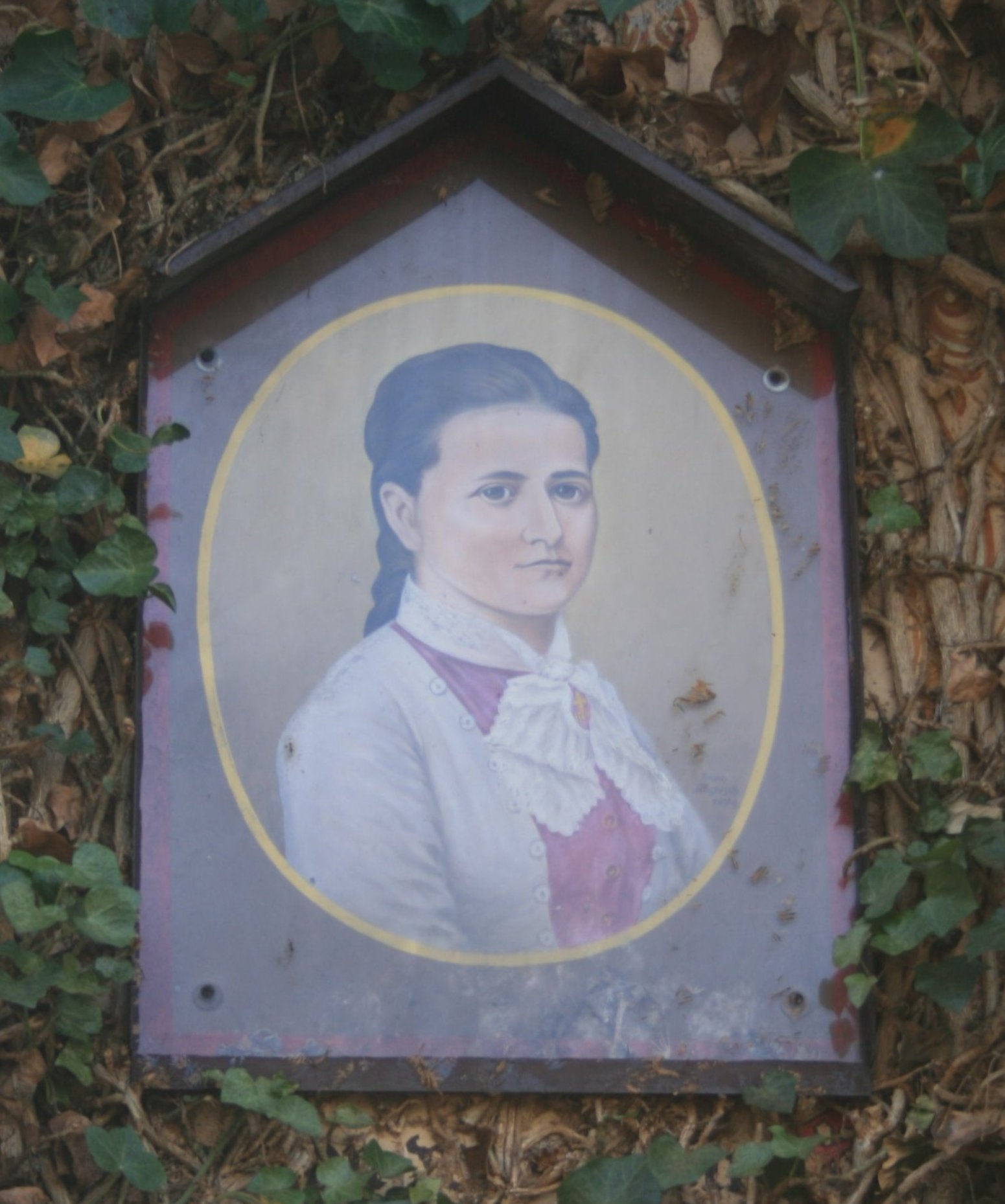
安妮舒马赫的画像, 根据她1887年的一张照片所画, 在Bonn-Bad Godesberg她酒馆的墙上

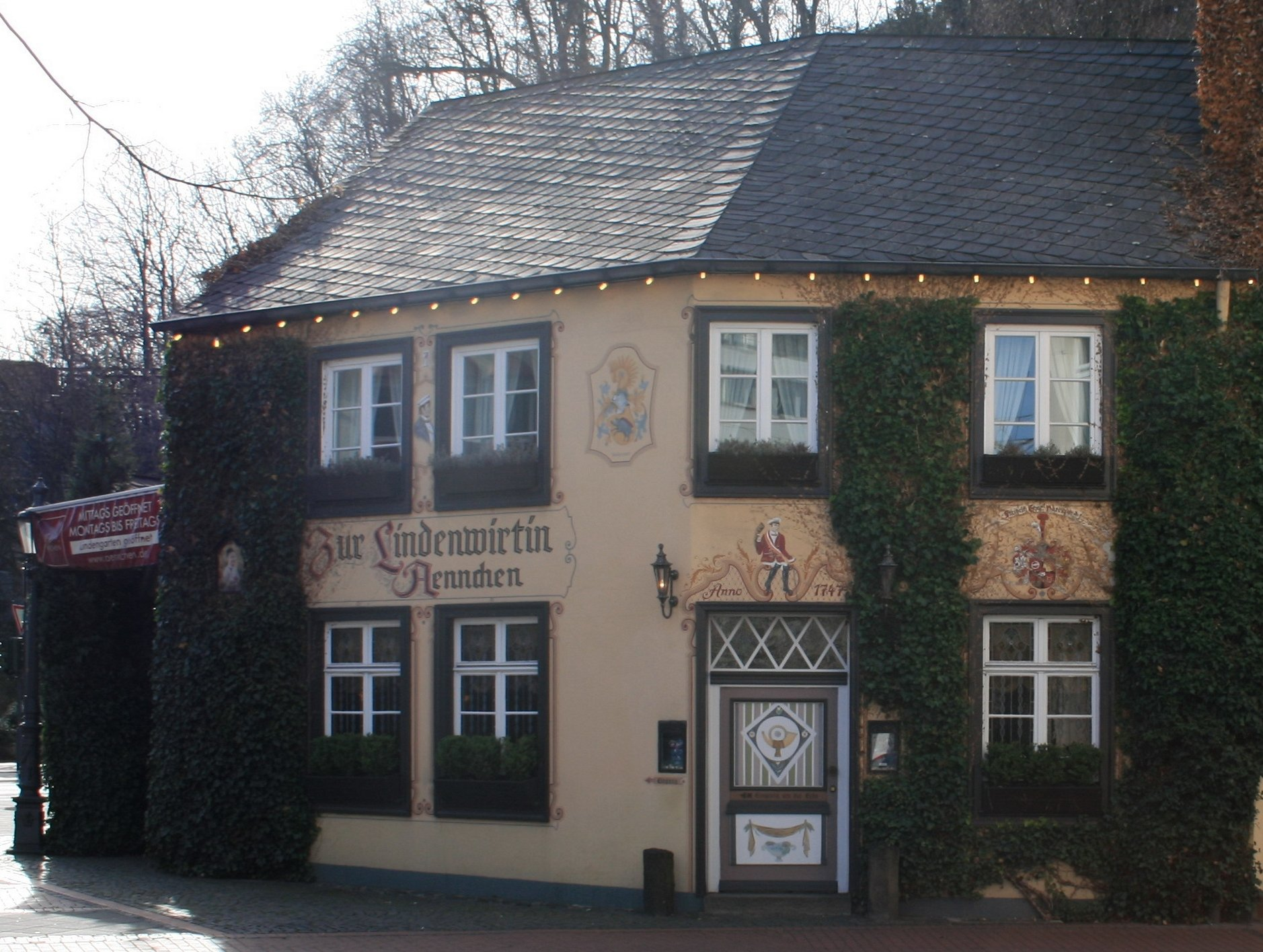
安妮的酒馆 „Zur Lindenwirtin Aennchen“

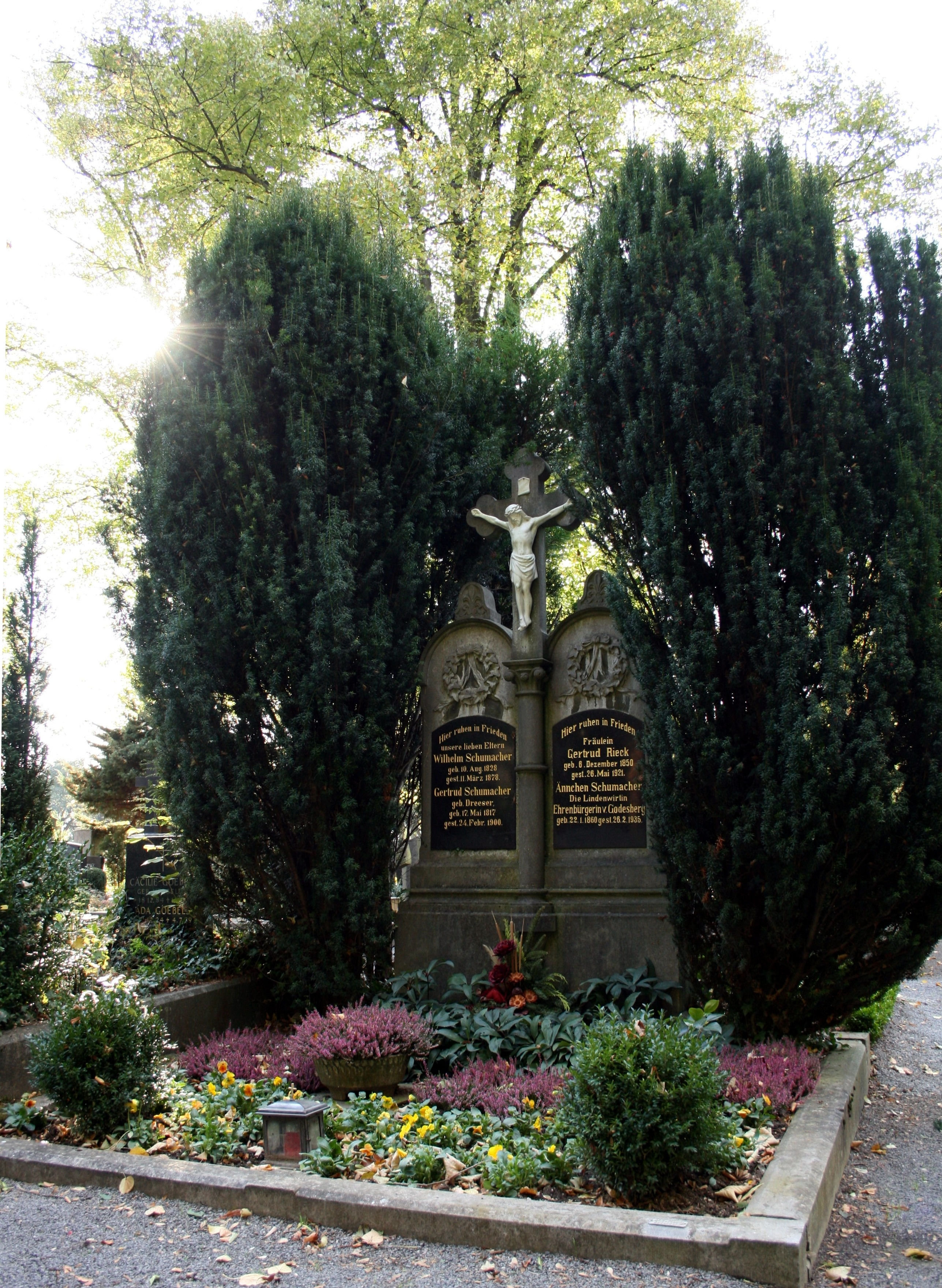
安妮在[Burgfriedhof Godesberg]的墓

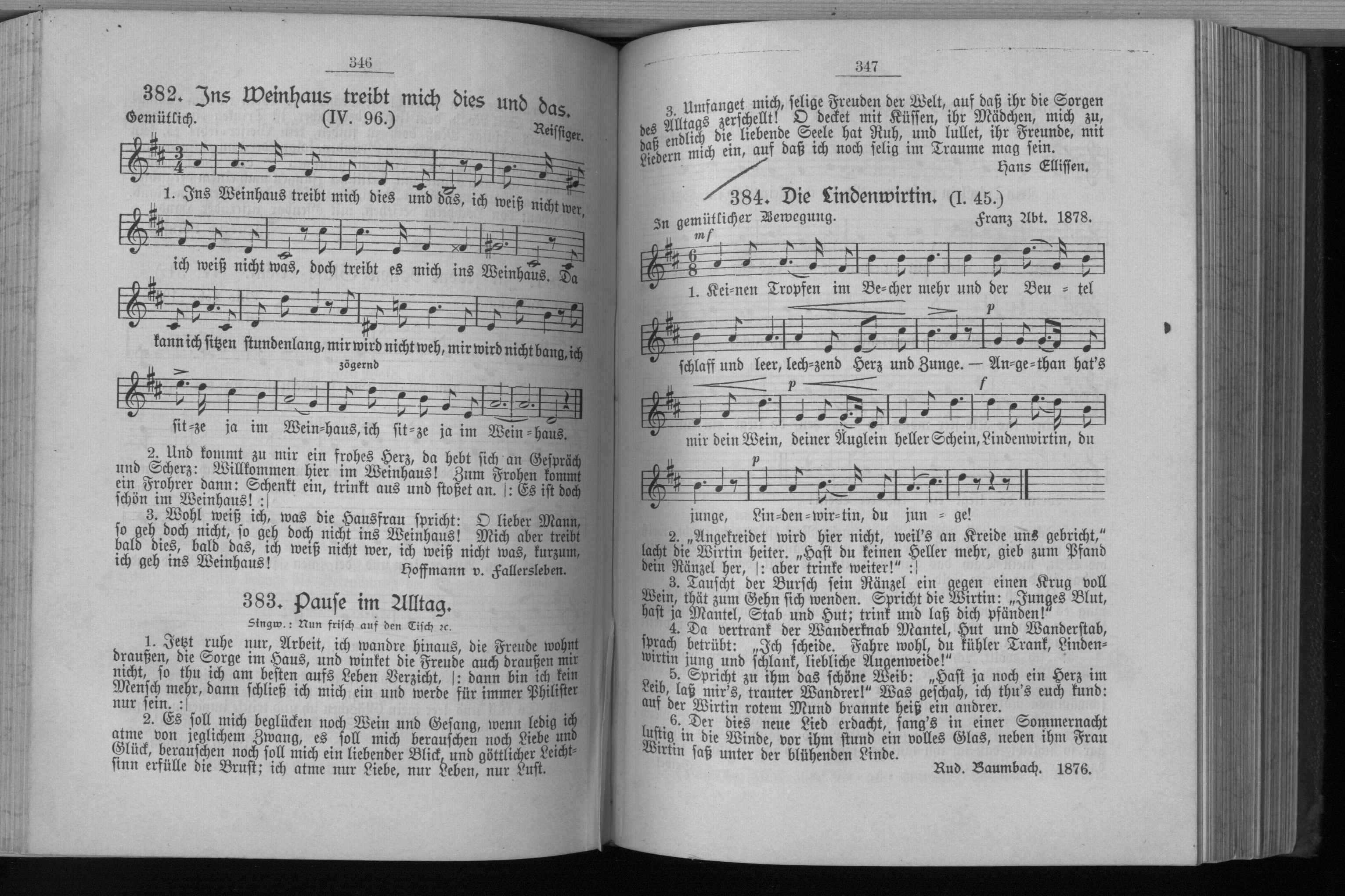
Allgemeines Deutsches Kommersbuch 171

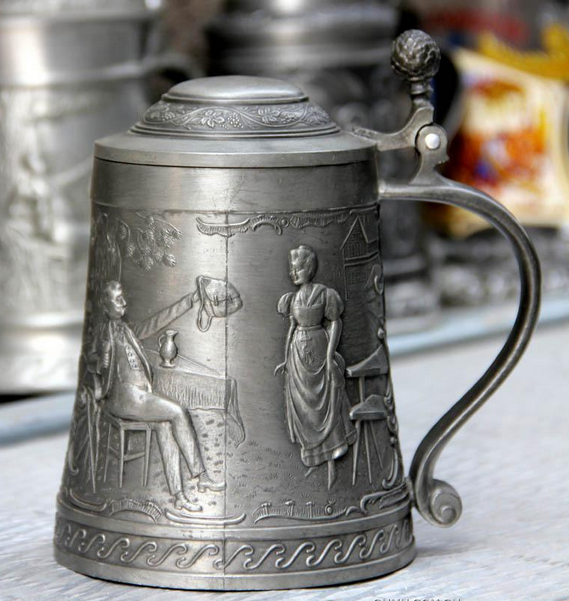
Lindenwirtin的锡杯

安妮·舒马赫（1860年1月22日—1935年2月26日），德国波恩的酒店女老板。

## 生平
安妮出生在德国波恩Bad Godesberg区，18岁时父亲去世，她接手了家里的酒店生意，她天生丽质，黑色头发黑色眼睛，她爱好读书，精通音乐，因为聪颖贤惠而受到附近大学学生的喜爱，称其为美丽的老板娘。学生们时常慕名而来，在她的酒馆和后院里面高谈阔论，生意最好的时候一天晚上能有近400名学生同时畅饮。
1900年左右，她已经在自己的家乡波恩附近小有名气。1904年她与许多学生装点了一台以自己在椴树下的小酒馆为主题的花车，参加了当时的科隆游行。（图片中即为当时留下的画作，这幅画今天已经遗失）
安妮终身未婚，虽然一生接到过无数次的求婚，但是出于对事业和文化的热爱，她始终用心打理着自己的小酒馆，为学生们提供了一个休闲和进行思想交流的宝地，据流传的故事说，她曾爱上过一个普鲁士王子，但是因为门第差别未能成婚。1935年，75岁高领的她安祥地死于自己经营了一生的小酒馆里。
但是学生们没有忘记她，为她创作的民歌《椴树下的老板娘》（德语：《Lindenwirtin》）流传了下来，成为德国酒器上最为美丽的装饰画。
下面是其中第一段：
Keinen Tropfen im Becher mehr 杯中不剩一滴酒
und der Beutel schlaff und leer,钱袋空空不发愁
lechzend Herz und Zunge, 心和舌头都满意
Angetan hat's mir der Wein, 美酒让我昏了头
deiner Äuglein heller Schein,你的眼睛闪亮光
Lindenwirtin, du junge! 椴树下的老板娘！